# 狋氏县
「狋氏」，南京官话：，中古擬音：gyen zieng，切，音同「權精」,古縣名。西漢置，屬并州代郡，西晉廢。
在今山西省陽高縣東南，浑源县东。